# Natascia Leonardi Cortesi
Pour les articles homonymes, voir Cortesi et Leonardi (homonymie).
Natascia Leonardi Cortesi, née le 1er mai 1971 à Bedretto, dans le canton du Tessin, est une fondeuse suisse.

## Jeux olympiques
- Jeux olympiques de 2002 à Salt Lake City  États-Unis:
  -  Médaille de bronze en relais 4 × 5 km.